# 奧拉茲·然多索夫
奧拉茲·阿利耶維奇·然多索夫（羅馬化：Oraz Äliūly Jandosov；1961年10月26日—）是哈薩克政治家和商人。1996年至1998年任哈薩克國家銀行行長，1998年2月至1999年1月任哈薩克第一副總理，1999年1月至10月任財政部長，2000年12月至2001年11月任哈薩克副總理，2003年1月至2003年6月任哈薩克總統助理，2003年6月至2004年7月任哈薩克自然壟斷監管和競爭保護局主席。